# Ремерберг
Ремерберг (нім. Römerberg) — громада в Німеччині, розташована в землі Рейнланд-Пфальц. Входить до складу району Рейн-Пфальц. Складова частина об'єднання громад Ремерберг-Дуденгофен.
Площа — 27,86 км2. Населення становить 9809 ос. (станом на 31 грудня 2020).

## Галерея

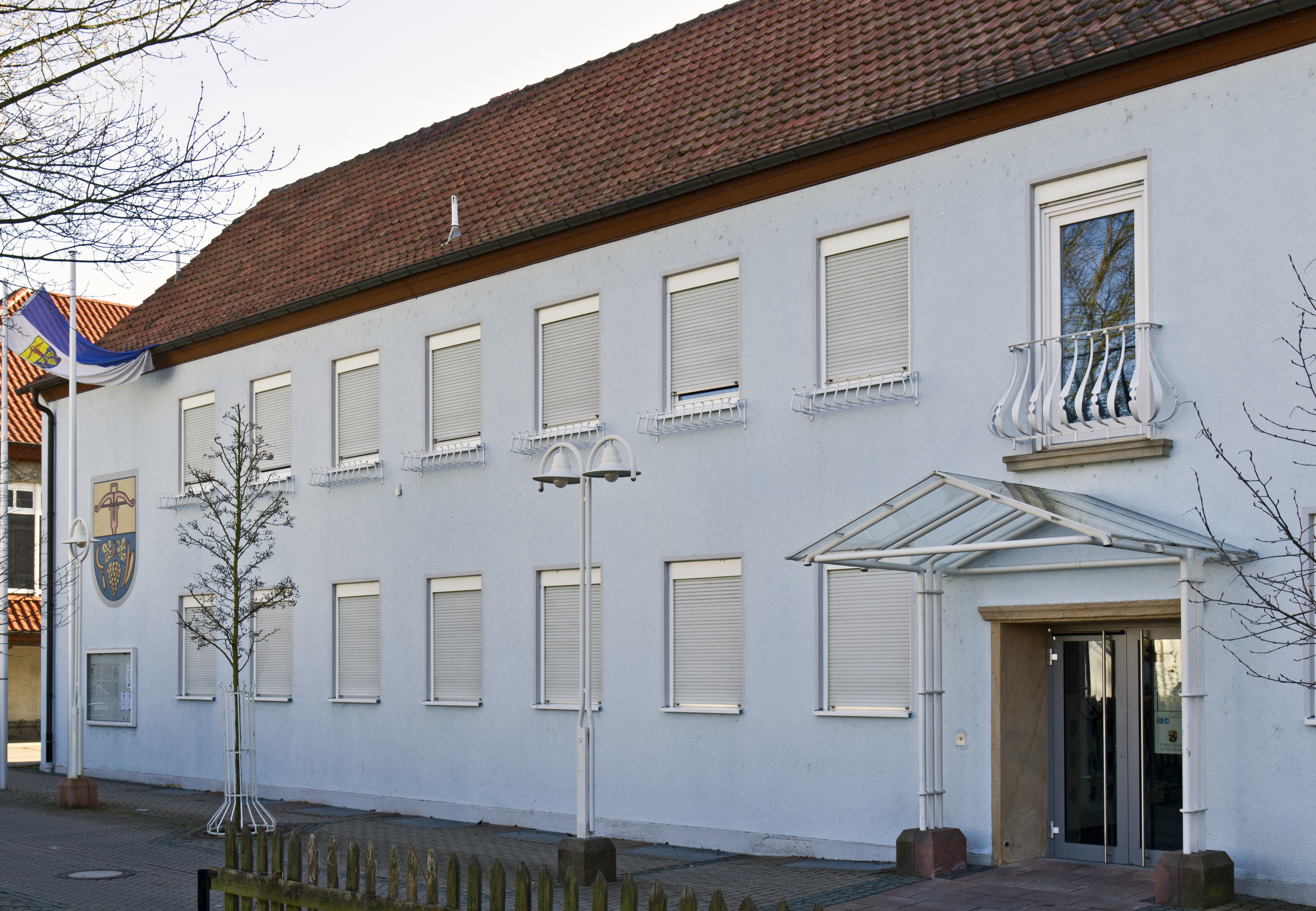